# Enicospilus nigrinervis
Enicospilus nigrinervis là một loài tò vò trong họ Ichneumonidae.